# 霍端友
霍端友（?—?），字仁仲。常州武進（今江蘇武進）人。
生卒年不詳。崇寧二年（1103年）癸未科狀元，授宣義郎。不久，擢為秘書省校書郎，再遷著作佐郎、起居郎、中書舍人。徽宗賜穿金紫服。原本中書舍人只穿黑角帶，改金紫服自端友始。官至通義大夫。被宦官石煮勒索瑞香花數十本，端友不從，遂罷官。 

## 延伸阅读
[在维基数据编辑]
 《宋史·卷354》，出自脱脱《宋史》